# Mauritia mauritiana
Mauritia mauritiana (nomeada, em inglês, humpback cowry, chocolate cowry ou mourning cowry; em língua havaiana, leho ahi; em birmanês, khar kone kyway poke ou kyway kha yu) é uma espécie de molusco gastrópode marinho pertencente à família Cypraeidae da ordem Littorinimorpha. Foi classificada por Carolus Linnaeus, em 1758; descrita como Cypraea mauritiana. É nativa do Indo-Pacífico.

## Descrição da concha e hábitos
Concha oval e inflada, em cima, e aplainada embaixo; com 7.5 até 13 centímetros de comprimento, quando desenvolvida; de superfície polida e de coloração castanho-escurecida, com pequenas manchas mais ou menos douradas e arredondadas lhe recobrindo. Abertura com lábio externo engrossado e dentículos internos fortes e proeminentes; sendo longa e estreita, terminando em dois canais curtos (um deles, o canal sifonal).
É encontrada até uma profundidade de 4 metros, ou pouco mais, em habitats sob pedras e nas fendas de recifes de coral, principalmente na zona nerítica. Em algumas regiões é localmente comum em falésias de basalto e costões sob a zona de rebentação.

## Descrição do animal e distribuição geográfica
O animal de Mauritia mauritiana é de um tom cinzento esbranquiçado, com expansões tentaculares dotadas de pontas, espalhadas sobre sua superfície; com seu manto podendo estar totalmente estendido, escondendo completamente a sua concha, ou parcialmente recolhido; às vezes realçado por uma linha axial estreita e de coloração creme.
Esta espécie ocorre no Indo-Pacífico, desde a África Oriental, Filipinas e costa leste da Austrália, até o Havaí.